# Koopman (achternaam)
Koopman is een achternaam. De naam is afgeleid van het beroep koopman.
Hieronder een lijst met personen die deze achternaam of de variant Coopman dragen en een artikel op Wikipedia hebben:
- Adriaan Koopman (1837-1919), gelegenheidsdichter
- Ann Coopman (1961-2019), politica
- Bertha Koopman (1874-1953), ook bekend als Bertha Frensel Wegener-Koopman, componist (Acht Lieder, Love Songs) en pianist
- Bram Koopman (1917-2008), leraar, econoom en politicus
- Brian Koopman (1996), voetballer
- Carel Koopman (1889-19520, biljarter
- Ella Koopman (1947), textielontwerper
- Emy Koopman (1985), schrijver, journalist, presentator
- Frederik Koopman (1887-1980), roeier
- Evert Koopman (1936-2022), beeldhouwer
- Gerard Koopman, architect, beeldend kunstenaar
- Gerard Koopman (1933), voetballer
- Jacobus Leendert Koopman (1918-1968), politicus
- Jan Koopman (1919-1997), geestelijke, anti-abortusactivist
- Jan Coenraad Koopman (1790-1855) marine-officier en Commandeur in de Militaire Willems-Orde
- Jean-Pierre Coopman (1942), bokser
- Joop Koopman (1930-2011), onder andere eerste presentator van Twee voor twaalf, hoofd amusement bij de VARA
- Jopie Koopman (1910-1979), actrice (onder andere Bleeke Bet uit 1934)
- Jopie Koopman (1908-1981), eerste Miss Holland, nicht van actrice Jopie Koopman
- Karin Koopman (1949), pedagoog, gezondheidspsycholoog
- Leo Koopman (1935-2019), voetballer
- Leon Koopman (1987), voetballer
- Maria Coopman (1909-1964), missiezuster
- Marjo Koopman-Goumans (1944-1999), politica
- Marjolein Koopman-Krijt (1944), stedenbouwkundige en politica
- Martin Koopman (1956), assistent-trainer bij Roda JC
- Ody Koopman (1902-1949), tennisser en autocoureur
- Pim Koopman (1953), drummer, producer en componist
- Raymond Koopman (1969), voetballer
- Remko Koopman (1974), beeldend kunstenaar, grafisch ontwerper, graffitischrijver
- Rien Koopman (1956), voetbalscheidsrechter op de A-lijst
- Robert Jan Koopman (1962), jurist, vicepresident Hoge Raad
- Roland Koopman (1966), redacteur RTL Nieuws, presentator RTL Z
- Sander Coopman (1995), voetballer
- Sanne Koopman (2002), voetbalster
- Theophiel Coopman (1852-1915), auteur
- Tjeerd Koopman (1948), voetballer bij FC Amsterdam
- Ton Koopman (1944), klavecinist, organist, dirigent
- Toto Koopman (1908-1991), model, maîtresse, spionne, galeriehoudster
- Wanda Koopman, pseudoniem van de dichteres Sonja Prins (1912-2009)
- Will Koopman (1956), regisseur

Koopman is ook een Joodse voornaam, afgeleid van Kopman (Copman), als vleivorm uit Coppe (Jacob).